# Taunton Castle
Taunton Castle är ett slott i Storbritannien.   Det ligger i grevskapet Somerset och riksdelen England, i den södra delen av landet, 220 km väster om huvudstaden London. Taunton Castle ligger 18 meter över havet.
Terrängen runt Taunton Castle är platt åt nordost, men åt sydväst är den kuperad. Runt Taunton Castle är det ganska tätbefolkat, med 199 invånare per kvadratkilometer. Närmaste större samhälle är Taunton, 0,20 km sydost om Taunton Castle. Trakten runt Taunton Castle består till största delen av jordbruksmark.